# Otelia

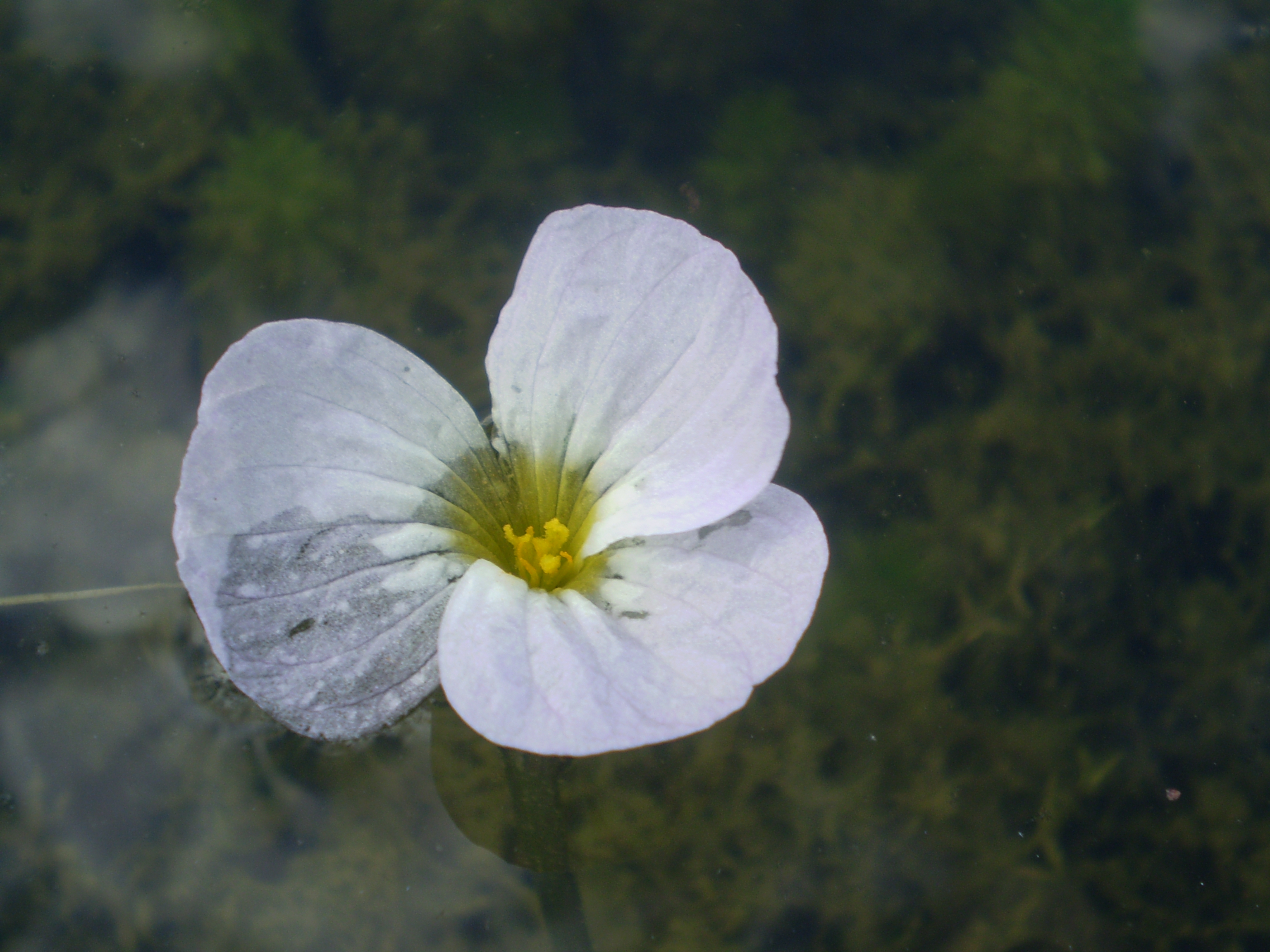
Kwiat otelii żabieńcowatej

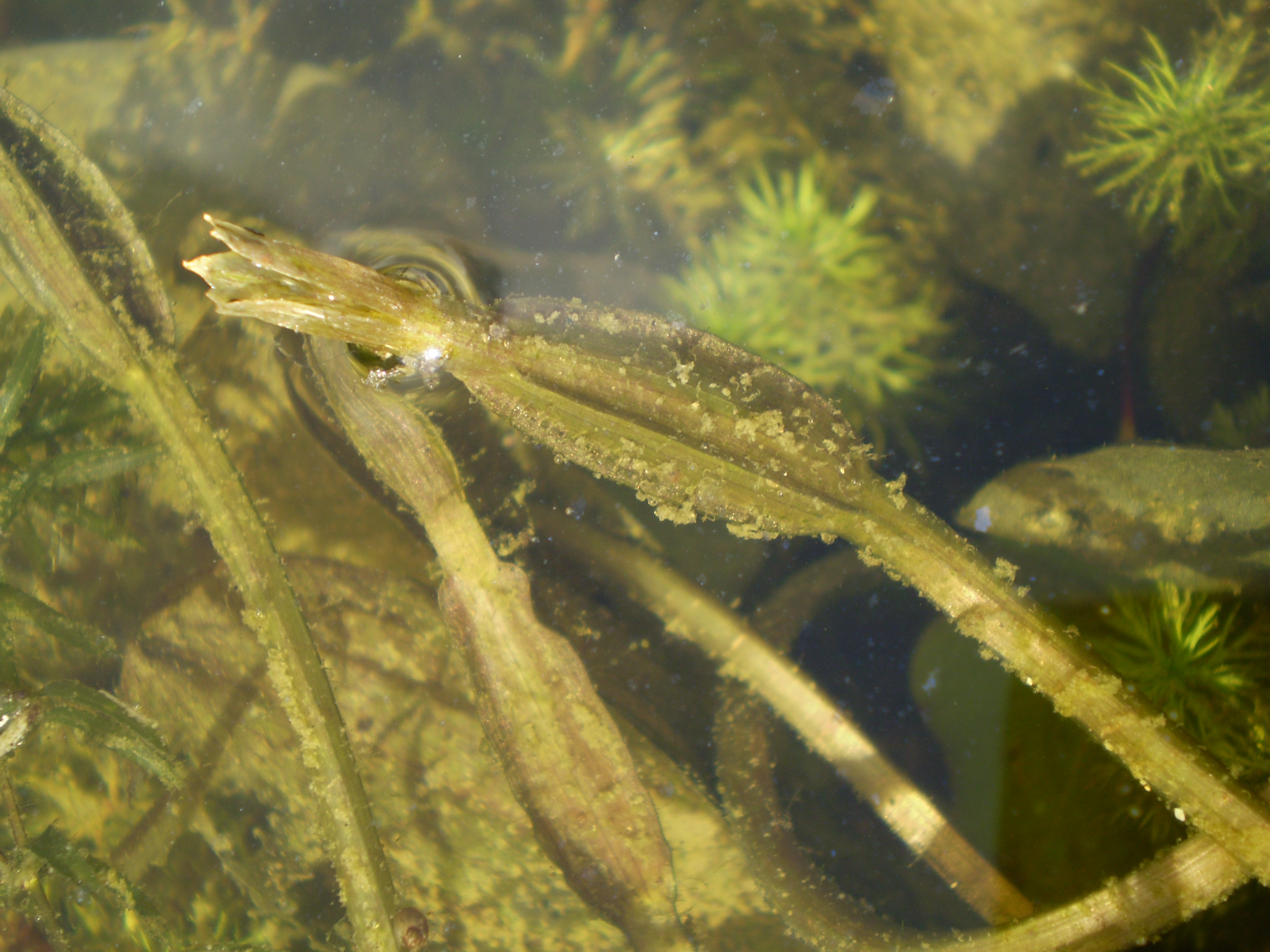
Zalążnie otelii żabieńcowatej

Otelia (Ottelia Pers.) – rodzaj jednorocznych lub wieloletnich roślin słodkowodnych, należący do rodziny żabiściekowatych (Hydrocharitaceae), obejmujący 19 gatunków pochodzących ze Starego Świata, z obszaru od tropikalnej i południowej Afryki do dalekiego wschodu Rosji, Japonii, Azji Południowo-Wschodniej i Australii, oraz z Ameryki Południowej, z obszaru od Brazylii do północno-wschodniej Argentyny. Dwa gatunki zostały introdukowane poza naturalny zasięg występowania rodzaju: Ottelia alismoides do Włoch, Egiptu i Stanów Zjednoczonych, a Ottelia ovalifolia do Nowej Zelandii i Nowej Kaledonii.
Nazwa naukowa rodzaju pochodzi od malajskiego słowa otta (przylepiać się) i am bel, zwyczajowej nazwy grzybieni w tym języku.

## Morfologia
PokrójNa wpół wynurzone rośliny wodne.
ŁodygaSkrócona, wzniesiona, ukorzeniająca się, nie rozgałęziona.
LiścieLiście odziomkowe, wpół zanurzone, a następnie pływające po powierzchni wody, ogonkowe. Blaszki równowąskie, lancetowate, do niemal okrągłych, sercowatych i nerkowatych, o zaokrąglonym do ostrym wierzchołku.
KwiatyRośliny jednopienne lub dwupienne. Kwiaty jednopłciowe lub obupłciowe, wyrastają na głąbiku. Kwiaty żeńskie i obupłciowe pojedyncze, siedzące. Kwiaty męskie liczne, promieniste. Pochwy kwiatowe rurkowate, dwuklapowe, eliptyczne lub jajowate, wyraźnie 5-6-żeberkowe lub 2-10-skrzydełkowe. Skrzydełka o falistych brzegach. Okwiat podwójny, trójdziałkowy i trójpłatkowy. Działki kielicha równowąskie, podługowate do jajowatych, zielone. Płatki korony podługowate, szeroko jajowate do okrągłych, dużo większe od działek, mięsiste u nasady, białe lub różnokolorowe. Pręciki od 6 do 20 w od 3 do 5 okółkach. Nitki pręcików nitkowate, spłaszczone. Główki pręcików wzniesione, równowąskie lub podługowate. Zalążnia siedząca, podługowata, zwężająca się, niekompletnie 6-komorowa, z 3–15 dwuklapowymi szyjkami słupka. W kwiatach męskich obecne są 3 jałowe słupki.
OwoceMięsiste, podługowate, wielonasienne. Nasiona bardzo drobne, podługowate lub wrzecionowate.

## Systematyka
Jeden z 7 rodzajów wyróżnianych w obrębie podrodziny Anacharidoideae wchodzącej w skład rodziny żabiściekowatych.
Gatunki
- Ottelia acuminata (Gagnep.) Dandy
- Ottelia alismoides (L.) Pers. – otelia żabieńcowata
- Ottelia balansae (Gagnep.) Dandy
- Ottelia brachyphylla (Gürke) Dandy
- Ottelia brasiliensis (Planch.) Walp.
- Ottelia cordata (Wall.) Dandy
- Ottelia cylindrica (T.C.E.Fr.) Dandy
- Ottelia emersa Z.C.Zhao & R.L.Luo
- Ottelia exserta (Ridl.) Dandy
- Ottelia fischeri (Gürke) Dandy
- Ottelia kunenensis (Gürke) Dandy
- Ottelia lisowskii Symoens
- Ottelia luapulana Symoens
- Ottelia mesenterium (Hallier f.) Hartog
- Ottelia muricata (C.H.Wright) Dandy
- Ottelia ovalifolia (R.Br.) Rich.
- Ottelia scabra Baker
- Ottelia ulvifolia (Planch.) Walp.
- Ottelia verdickii Gürke ex De Wild.

## Zagrożenie i ochrona
Siedem gatunków Ottelia zostało uwzględnionych w Czerwonej księdze gatunków zagrożonych:
- Ottelia brachyphylla – ze statusem DD (zagrożenie nieokreślone)
- Ottelia exserta – ze statusem DD (zagrożenie nieokreślone)
- Ottelia fischeri – ze statusem LC (mniejszej troski)
- Ottelia kunenensis – ze statusem LC (mniejszej troski)
- Ottelia muricata – ze statusem LC (mniejszej troski)
- Ottelia scabra – ze statusem NT (bliskie zagrożenia)
- Ottelia verdickii – ze statusem DD (zagrożenie nieokreślone)

## Zastosowanie
Liście i głąbiki roślin z gatunków Ottelia acuminata i O. alismoides są jadalne, w Chinach spożywane są jako jarzyny. Młode głąbiki traktowane są jak delikates. Jadalna jest także Ottelia cordata.
Ziele Ottelia alismoides jest stosowane w tradycyjnej medycynie chińskiej w astmie, kaszlu i obrzękach.